# ДЭТ-400
ДЭТ-400 — марка трактора, с 2007 года выпускается Челябинским тракторным заводом. Аббревиатура ДЭТ означает Дизель-Электрический Трактор. Создан на базе предыдущей модели — трактора ДЭТ-320.
На тракторе ДЭТ-400 впервые в мировой практике тракторостроения применена электромеханическая трансмиссия с вентильно-индукторными электромашинами и электронной системой управления.

## Технические характеристики
Система смазки двигателя комбинированная: под давлением и разбрызгиванием, с двумя масляными фильтрами.
Система питания топливом раздельного типа, с двумя фильтрами грубой очистки с водоотделителем и тонкой очистки со сменным фильтрующим элементом.
Турбонаддув газотурбинный с одним турбокомпрессором и промежуточным охлаждением воздуха.
Бортовая передача двухступенчатая, с парой цилиндрических шестерен и планетарным рядом.
Подвеска торсионная, индивидуальная для каждого опорного катка, замкнутая на рамы тележек. Натяжные колеса выполнены цельнолитыми закрытого типа. Количество опорных и поддерживающих катков — 12 и 4. Ширина башмака 690 мм, высота грунтозацепа 70 мм, количество башмаков — 56 шт.
Объём топливного бака — 600 л. Максимальная скорость 15,7 км/ч.

## Особенности конструкции
- Надежность в 2 раза превосходит надежность машин с постоянным током предшествующих моделей. Ротор индукционного двигателя не имеет обмотки и поэтому выход двигателя из строя по причинам, связанным с ротором, практически исключается. В случае повреждения катушки статора, она может быть заменена без демонтажа соседних катушек, что невозможно выполнить на электродвигателях другого типа.
- Силовой генератор трансмиссии может использоваться как дизель-генераторная установка.
- Бесконтактная система управления высокой надежности с бортовым компьютером и графическим дисплеем в кабине обеспечивает автоматическое регулирование работы электромашин и информированность оператора о текущих режимах работы электромеханической трансмиссии.

На трактор также возможна установка дополнительного оборудования: предпусковой подогреватель двигателя ПЖД 30Е, дополнительные грунтозацепные «шпоры», угольный или полусферический отвал.
Стоимость единицы — от 10 млн рублей.

## Модернизация
В 2012 году вышла модернизированная модель ДЭТ-400М. Машина получила новый дизайн с облицовкой из пластика. На трактор устанавливается 400-сильный дизель Cummins, собранный в Великобритании. Ведущие и направляющие колёса, гусеницы и катки поставляет Caterpillar. Также установлена новая гидравлическая система, управлять трактором теперь можно с помощью джойстика.